# Paracalliactis stephensoni
Paracalliactis stephensoni är en havsanemonart som beskrevs av Oscar Henrik Carlgren 1928. Paracalliactis stephensoni ingår i släktet Paracalliactis och familjen Hormathiidae. Inga underarter finns listade i Catalogue of Life.